# 科爾瓦河 (彼爾姆邊疆區)
科爾瓦河是俄羅斯的河流，位於彼爾姆邊疆區內，屬於維舍拉河的右支流，河道全長460公里，流域面積13,500平方公里，在每年11月上旬開始結冰，直至翌年4月下旬至5月上旬，河畔城鎮有切爾登。